# Скляров, Иван Григорьевич
Иван Григорьевич Скляров (12 июля 1919 — 15 августа 1980) — командир эскадрильи 193-го истребительного авиационного полка 302-й истребительной авиационной Кировоградской дивизии 4-го истребительного авиационного корпуса 5-й воздушной армии 2-го Украинского фронта, (с 2 .07.1944 177-й гвардейский истребительный полк 14-й гвардейской истребительной дивизии 3-го гвардейского истребительного авиакорпуса РСВГК), Гвардии старший лейтенант. Герой Советского Союза.

## Биография
Родился 12 июля 1919 года в посёлке Щемиловка, ныне в черте города Славянска Донецкой области Украины. Работал лётчиком-инструктором в аэроклубе города Херсон.
В Красной Армии с 1940 года. В 1941 году окончил ускоренный курс Херсонской военной авиационной школы лётчиков. Участник Великой Отечественной войны с марта 1943 года. Сражался на Воронежском, Степном, 2-м Украинском фронтах, участвовал в битве за Днепр, в Ясско-Кишинёвской операции, в боях в Румынии, Венгрии, Чехии, Австрии.
14 декабря 1943 года старший лейтенант И.Скляров в течение одного дня сбил 6 немецких самолётов (четыре Ju.87 и два Fw.190),
К февралю 1944 года совершил 135 боевых вылетов, в 28 воздушных боях сбил 18 самолётов противника. 1 июля 1944 года за образцовое выполнение боевых заданий командования и проявленные при этом мужество и героизм старшему лейтенанту Ивану Григорьевичу Склярову присвоено звание Героя Советского Союза с вручением ордена Ленина и медали «Золотая Звезда».
К Победе совершил 223 боевых вылета, провёл 46 воздушных боёв, в которых лично сбил 26 самолётов врага.

### После войны
После войны продолжал служить в ВВС СССР. С 1949 года старший лейтенант Скляров — в запасе. Жил в городе Казатин Винницкой области Украины. В 1968 году окончил Харьковский институт инженеров железнодорожного транспорта. Работал старшим инженером в Казатинском отделении железной дороги, а затем — заместителем начальника вагонного отдела Юго-Западной железной дороги.
Скончался 15 августа 1980 года. Похоронен в городе Казатин Винницкой области.

## Награды
- Орден Ленина
- Три ордена Красного Знамени
- Орден Отечественной войны I степени
- Орден Отечественной войны II степени
- Медали